# Dschundollah

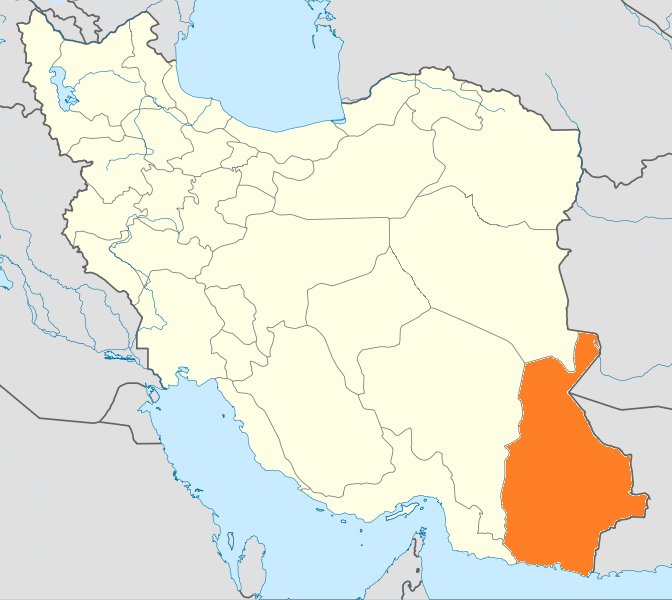
Lage der Provinz Sistan und Belutschistan in Iran

Dschundollah (arabisch جندالله, DMG Ǧundallāh ‚Soldaten Gottes‘, auch Dschundallah, englisch transkribiert Jundallah) ist nach Angaben des Außenministeriums der Vereinigten Staaten eine sunnitisch-islamistische terroristische Organisation in Iran, die in der Provinz Sistan und Belutschistan aktiv ist. Die Organisation, die 2002 gegründet wurde, begann im Jahr 2005, Anschläge zu verüben.
Ein Sprecher der Organisation sprach zu diesem Zeitpunkt von 1000 Kämpfern, die ihr zur Verfügung ständen. Sie steht der dschihadistisch-salafistischen Terrororganisation Islamischer Staat nahe.

## Hintergrund
Ihrem Selbstverständnis nach ist die Dschundollah eine religiös motivierte Rebellengruppe, die die Interessen ihrer sunnitischen Glaubensbrüder im mehrheitlich schiitischen Iran zu verteidigen vorgibt. Die Dschundollah ist wahrscheinlich ein Ableger der Befreiungsbewegung Belutschistans. Der Iran bezeichnet Dschundollah als terroristische Vereinigung und sieht seit 2007 die Organisation als „Staatsfeind Nummer eins“.
Die Organisation soll von Pakistan aus operieren und in den Drogenhandel mit Schlafmohn verwickelt sein.
Es wurde mehrfach über eine Unterstützung der Dschundollah durch die USA berichtet, die US-Regierung bestritt dies energisch. Im Januar 2012 stellte ein Artikel im Foreign Policy die Stichhaltigkeit dieser Vorwürfe infrage und behauptete, der US-Geheimdienst CIA habe „selbst den geringsten Kontakt mit Dschundallah verhindert“. Die Vorwürfe hatten ihren Ursprung in einer Operation des israelischen Auslandsgeheimdienst Mossad unter „Falscher Flagge“. Mossad-Agenten, die sich als CIA-Mitarbeiter ausgaben, hatten sich mit Dschundallah-Mitgliedern in Städten wie London getroffen und sie rekrutierten, um Anschläge gegen den Iran zu verüben. Als Präsident George W. Bush schließlich von den Machenschaften des israelischen Geheimdienstes durch die CIA informiert wurde, war er über Israels Vorgehen sehr verärgert. Beobachter gingen davon aus, dass Israel hinter der Anschlagsserie gegen iranischer Atomwissenschaftler und Physiker, wie Massud Ali-Mohammadi im Januar 2010, Madschid Schahriari und Fereidun Abbassi im November 2010 und Dariusch Rezaie im Juli 2011, steckte. Doch Israels Regierung enthielt sich dazu jeden Kommentars. Es schien, als habe Israels Zensurbehörde das Thema mit einem Veröffentlichungsverbot belegt.
Die Situation zwischen dem Iran und den USA entspannte sich jedoch erst, als die US-Regierung unter Präsident Barack Obama „die gemeinsamen amerikanisch-israelischen Geheimdienstprogramme gegen den Iran drastisch zurückfuhr“ und Dschundallah am 3. November 2010 schließlich in die Liste der ausländischen terroristischen Organisationen des US-Außenministeriums aufgenommen wurde.

## Anführer
Der Anführer der Dschundollah, Abdolmalek Rigi, galt für Iran als Statthalter des Terrornetzwerks al-Qaida, da dieser in einer pakistanischen Koranschule ausgebildet wurde und an der Seite der afghanischen Islamisten gekämpft haben soll. Wie die sunnitischen Taliban und al-Qaida bezeichnete Rigi die Schiiten in seinen Reden als Kuffar. Er wurde am 23. Februar 2010 von iranischen Sicherheitskräften festgenommen. Rigi sei an Bord eines Flugzeugs gewesen, das auf seinem Weg von Dubai nach Kirgisien durch iranischen Luftraum flog. Iranische Abfangjäger sollen die Maschine zur Landung in Bandar Abbas gezwungen haben. Rigi wurde noch an Bord festgenommen nach seiner Festnahme sagte Rigi dem iranischen Staatsfernsehen, dass die Vereinigten Staaten ihn für seine Aktionen entlohnt hätten ob diese Aussage durch Folter während Rigis Inhaftierung im berüchtigten Evin-Gefängnis erzwungen wurde, ist ungewiss die Vereinigten Staaten bestritten die Behauptungen Rigis jedenfalls  am 20. Juni 2010 wurde Rigi schließlich durch den Strang hingerichtet. Der Doppelanschlag vom 15. Juli 2010 wird als Rache für die Hinrichtung Rigis angesehen.

## Zugeschriebene Anschläge
- Am 14. Dezember 2005 wurde auf den Wagen des Präsidenten Mahmud Ahmadinedschad in der Provinz Sistan und Belutschistan nahe der Stadt Zabol ein Anschlag verübt. Ein Leibwächter des Präsidenten wurde getötet, ein weiterer verletzt.[28]
- Am 16. März 2006 wurde in der Nähe der Stadt Tasuki eine Autokolonne angegriffen, in der zahlreiche hochrangige Amtspersonen der Provinz Sistan und Balutschistan saßen. Mindestens 22 Personen wurden getötet, 7 als Geisel genommen. Die Täter sollen laut diversen Quellen Polizeiuniformen getragen haben und bei der Kontrolle Polizeiausweise vorgezeigt haben. Nach dem Überfall sollen die Täter zusammen mit ihren Geiseln über die pakistanische Grenze geflohen sein. Die Gruppe forderte für den Austausch der Geiseln die Freilassung von 5 gefangenen Mitgliedern der Dschundollah.[29][30]
- Durch den Anschlag am 14. Februar 2007 bei Zahedan, bei dem 18 Mitglieder der Iranischen Revolutionsgarde getötet wurden, wurde die Organisation im Westen bekannt.[31]
- Im  Sommer 2007 wurden 41 iranische Lastwagenfahrer von Dschundollah nach Pakistan entführt, wo sie pakistanische Sicherheitskräfte schließlich allesamt befreien konnte[32]
- Am 19. August 2007 wurden in der Nähe der Stadt Tschahbahar bis zu 30 Menschen entführt.[33]
- Am 29. Dezember 2008 wurde ein Selbstmordanschlag auf ein Gebäude der Sicherheitskräfte in Saravan verübt. Bei dem Anschlag, ausgeführt von Abdul-Ghafoor Rigi, einem Bruder des Anführers, starben 4 Menschen, darunter 2 Polizeioffiziere, 20 Menschen wurden verletzt.[34][35]
- Am 28. Mai 2009 kamen bei einem Anschlag auf eine Moschee in Zahedan 15 Gläubige ums Leben und etwa 50 weitere wurden verletzt.[36]
- Am 18. Oktober 2009 wurden bei einer Selbstmordattacke in der Region Pischin der Provinz Sistan und Belutschistan, 29 Menschen getötet, darunter fünf ranghohe Kommandeure der Revolutionsgarde und 28 verletzt. General Nur Ali Schuschtari, der Vizekommandeur der Landstreitkräfte und der Kommandeur der Revolutionsgarden in Sistan-Balutschistan, General Mohammed Sadeh, wurden dabei getötet.[37]
- Am 15. Juli 2010 sprengte sich in der großen Moschee in der Stadt Zahedan ein Selbstmordattentäter in die Luft. Kurz darauf attackierte ein zweiter Selbstmordattentäter die Helfer. Die Explosionen forderten über 27 Tote und 270 Verletzte.[38]
- Am 15. Dezember 2010 kamen bei einem Anschlag in der Stadt Tschahbahar vor einer Moschee mindestens 38 Menschen ums Leben, 60 Menschen wurden verletzt. Die Dschundollah bekannte sich nach Angaben des Senders Al-Arabiya zu dem Anschlag.[39]
- In der iranischen Stadt Char Bar attackierte am 19. Oktober 2012 ein Selbstmordattentäter eine schiitische Moschee und tötete dabei sich selbst und eine weitere Person und verletzte einige Menschen.[40]
- In der Nacht zum 23. Juni 2013 wurden in einem pakistanischen Hotel am Fuße des Nanga Parbat neun Touristen und ein Pakistani erschossen.[41]
- Am 13. Mai 2015 erschoss die Gruppe im pakistanischen Karatschi 40 Menschen in einem Bus, den sie zuvor stoppte. Dutzend weitere Menschen wurden verletzt.[42]

## Reaktionen des Iran
Am 30. Mai 2009, zwei Tage nach dem Anschlag von Zahedan, wurden 3 Männer aufgrund der Beteiligung am Bombenanschlag gehängt. Zwei Männer wurden am 2. Juni 2009 und 13 weitere mutmaßliche Mitglieder der Dschundollah im Juli 2009 gehängt.
Am 24. Mai 2010 wurde ein Bruder von Rigi, Abdolhamid, gehängt. Am 20. Dezember 2010 wurden nach Angaben von Ebrahim Hamidi, dem Justizleiter der Provinz Sistan-Balutschistan, 11 Terroristen der Dschundollah in Zahedan gehängt.